# مؤتمر الديمقراطيين الليبراليين
مؤتمر الديمقراطيين الليبراليين، المعروف أيضًا داخل الحزب باسم المؤتمر الفيدرالي للديمقراطيين الليبراليين، هو مؤتمر سياسي يحدث مرتين سنويًا للديمقراطيين الليبراليين البريطانيين، وهو ثالث أكبر حزب سياسي في المملكة المتحدة من حيث عدد الأصوات المدلى بها. يُعقد المؤتمر عادةً على مدار ثلاثة أيام في الربيع وأربعة في الخريف، خلال موسم مؤتمرات الحزب، في العديد من الأماكن (وعُقِد بشكل أساسي على الإنترنت بسبب وباء كورونا بين ربيع 2020 وربيع 2022). يُتوَّج المؤتمر بخطاب لزعيم الحزب، وتنظمه لجنة المؤتمر الفيدرالية، وهي هيئة داخلية للديمقراطيين الأحرار. المؤتمر هو الهيئة النهائية لصنع القرار للديمقراطيين الليبراليين، وهو أحد الأحزاب السياسية البريطانية القليلة التي تستخدم تجمعها السنوي للتصويت واتخاذ القرارات السياسية. يمتلك كل عضو من أعضاء حزب الديمقراطيين الليبراليين الذين يحضرون مؤتمره، سواء شخصيًا أو عبر الإنترنت، الحق في التصويت في المناقشات السياسية تحت نظام صوت واحد لعضو واحد، وذلك على عكس مؤتمر حزب العمال، الذي يخصص 50% من الأصوات للمنظمات التابعة (مثل النقابات العمالية)، والتي يقتصر فيها التصويت على الممثلين المعينين (المعروفين باسم المندوبين)، ومؤتمر حزب المحافظين حيث لا يجري التصويت تقليديًا. لا توجد أصوات «مرجحة» محفوظة لممثلي الحزب المنتخبين، أو النواب، أو النقابات العمالية، أو كبار أعضاء الحزب. لا يمكن للاقتراح أن يصبح سياسة إلا إذا صوت المؤتمر لصالحه.
يتضمن المؤتمر أيضًا خطابات من أعضاء الحزب البارزين والضيوف ومعرض. هناك أيضًا العديد من الأحداث الهامشية، التي تديرها المجموعات السياسية الداخلية مثل الإصلاح الليبرالي والمنتدى الاجتماعي الليبرالي والشباب الليبراليين، وأجواء ترفيهية راسخة في وقت متأخر من المساء تُعرف باسم نادي الغبطة (نادي غلي). يُعقد مؤتمر الليبراليين الديمقراطيين مرتين في السنة، أولًا باسم مؤتمر الربيع وعادة ما يُعقد في مارس، ومؤتمر الخريف ثانيًا، وعادة ما يكون في سبتمبر.
عُقد المؤتمر الأول للديمقراطيين الليبراليين في بلاكبول، في شمال غرب إنجلترا، في الفترة بين 25 و29 سبتمبر 1988، وكان آخرها المؤتمر الثامن والستون، الذي عُقد غالبًا عبر الإنترنت، في الفترة بين 11 و13 مارس 2022. أُلغي مؤتمر ربيع 2020، الذي كان من المقرر عقده في يورك في الفترة بين 13 و15 مارس من ذلك العام، بسبب مخاوف بشأن وباء كورونا.
تسبب الوباء نفسه في خريف 2020 في عقد الأحزاب السياسية الثلاثة الكبرى في بريطانيا مؤتمرات «افتراضية». كان حزب الديمقراطيين الليبراليين خلال تلك الفترة، الوحيد من الأحزاب الثلاثة الذين أجروا تصويتًا سياسيًا في مؤتمرهم، إذ أن المحافظون تقليديًا لا يُدلون بأصواتهم في مؤتمرهم، بينما استبدل حزب العمال مؤتمره بحدث بعنوان العمل المتصل الذي لم يحدث أي تصويت. استخدم الديمقراطيون الليبراليون البطاقات الإلكترونية لتمكين أعضاء الحزب من التصويت عبر الإنترنت.
تُشرف لجنة المؤتمر الفيدرالية على مؤتمر الديمقراطيين الليبراليين، والتي تختار أيضًا الاقتراحات والتعديلات للمناقشات، وتدير جلسات المؤتمر وتقدم المشورة بشأن الصياغة والاتصال. يُنتخب أعضاء اللجنة بانتظام، ومن المتوقع أن يكونوا موضوعيين وعادلين في اختيار الاقتراحات والتعديلات.
لا يختار مؤتمر الديمقراطيين الليبراليين زعيم الديمقراطيين الليبراليين، الذي يُنتخَب بدلًا من ذلك من خلال اقتراع على مستوى الحزب لجميع الأعضاء في مسابقة صوت واحد لعضو واحد. بدأ العمل بالنظام منذ إنشاء الحزب في عام 1988، والذي يسبق التغييرات التي أدخلت على قواعد التصويت الداخلية للحزب من قبل كل من حزب العمال وحزب المحافظين. لا يتمتع أعضاء البرلمان الليبراليون الديمقراطيون ولا المجموعات الحزبية الداخلية الأخرى بحقوق تصويت خاصة على سياسة أي من الحزبين أو في انتخاب زعيم الحزب.